# Carol Patrice Christ
Carol Patrice Christ (Pasadena, 20 dicembre 1945 – 14 luglio 2021) è stata una teologa statunitense.
Tealoga femminista tra le più importanti nel mondo,
Carol P. Christ ha insegnato in alcune università degli Stati Uniti, tra cui la Columbia University e la Harvard Divinity School. È stata adjunt professor in "Spiritualità delle donne" presso il "California Institute of Integral Studies", nonché direttrice del "Ariadne Institute for the Study of Myth and Ritual".

## Opere
- She Who Changes (Palgrave Macmillan, 2003)
- Rebirth of the Goddess (Routledge, 1998)
- Odyssey with the Goddess (Continuum, 1995)
- Weaving the Visions (coeditor with Judith Plaskow, 1989)
- Laughter of Aphrodite (Harper, 1987)
- Diving Deep and Surfacing (Beacon, 1980/1986/1995)
- Womanspirit Rising (curatrice insieme a Judith Plaskow) (Harper & Row, 1979, 1989)